# Butis humeralis
Butis humeralis är en fiskart som först beskrevs av Valenciennes, 1837.  Butis humeralis ingår i släktet Butis och familjen Eleotridae. Inga underarter finns listade.